# Давыдово (Бабаевский район)
Давыдово — деревня в Бабаевском районе Вологодской области.
Входит в состав Центрального сельского поселения, с точки зрения административно-территориального деления — в Центральный сельсовет.
Расположена на правом берегу реки Ножема. Расстояние по автодороге до районного центра Бабаево составляет 92 км, до центра муниципального образования деревни Киино — 4 км. Ближайшие населённые пункты — Апучево, Петраково, Тарасово, Шилово, Янишево.
Население по данным переписи 2002 года — 4 человека.